# Science-Fiction-Jahr 1942
Übersicht

◄◄ | ◄ | 1938 | 1939 | 1940 | 1941 | Science-Fiction-Jahr 1942 | 1943 | 1944 | 1945 | 1946 | ► | ►►

Weitere Ereignisse

## Retro Hugo Award
Die Retro Hugo Awards für das Jahr 1942 wurden 2018 verliehen.
| Retro Hugo Award            | Retro Hugo Award    | Retro Hugo Award  | Retro Hugo Award         |
| Autor/Regie                 | Originaltitel       | Deutsche Ausgabe  | Kategorie                |
| --------------------------- | ------------------- | ----------------- | ------------------------ |
| Robert A. Heinlein          | Beyond This Horizon |                   | Bester Roman             |
| Robert A. Heinlein          | Waldo               | Waldo             | Bester Kurzroman         |
| Isaac Asimov                | Foundation          | Foundation-Zyklus | Beste Erzählung          |
| C. L. Moore & Henry Kuttner | The Twonky          | Der Twonky        | Beste Kurzgeschichte     |
| David D. Hand               | Bambi               | Bambi             | Beste Drama-Präsentation |

## Neuerscheinungen Filme
| Deutscher Titel           | Deutschsprachiges Erscheinungsjahr | Originaltitel             | Regie          | Anmerkungen |
| ------------------------- | ---------------------------------- | ------------------------- | -------------- | ----------- |
| Frankenstein kehrt wieder | 1950                               | The Ghost of Frankenstein | Erle C. Kenton |             |
| Der unsichtbare Agent     | 1986                               | Invisible Agent           | Edwin L. Marin |             |
|                           |                                    | The Corpse Vanishes       | Wallace Fox    |             |

## Geboren
- Jörn Bambeck
- Terry Bisson († 2024)
- C. J. Cherryh
- Michael Crichton schrieb DinoPark, die Vorlage für Jurassic Park († 2008)
- John Crowley
- Martin Cruz Smith († 2025)
- Samuel R. Delany
- Cynthia Felice
- Charles L. Grant († 2006)
- Sharon Green
- Lee Killough
- Gentry Lee
- Jacqueline Lichtenberg
- Barry B. Longyear († 2025) schrieb mit Du, mein Feind die Vorlage für den Film Enemy Mine – Geliebter Feind
- Phillip Mann († 2022)
- Keith D. Mano
- Alexandru Mironov
- Sten Nadolny
- Paul Preuss
- Mike Resnick († 2020)
- William John Watkins
- Frank Wittchow
- Chelsea Quinn Yarbro

## Gestorben
- Rudolf Heinrich Greinz (* 1866)
- Oswald Levett (* 1884)
- Siegfried Lichtenstaedter (* 1865)
- Walther Nithack-Stahn (* 1866)
- Bodo Wildberg (Pseudonym von Heinrich von Dickinson; * 1862)